# Un marido ideal
Un marido ideal (An Ideal Husband) es una obra de teatro en cuatro actos de Oscar Wilde estrenada el 3 de enero de 1895 en Reino Unido.

## Argumento
Si Sir Robert Chiltern es ahora Secretario de Estado de Asuntos Exteriores, es porque ha sabido mantener en secreto el origen de su fortuna: una transacción fraudulenta por la que vendió secretos de estado al Barón Arnehim. Toda la alta sociedad inglesa y sus pares de la Cámara de los Comunes lo tienen por un hombre respetable e íntegro. Símbolo de la honestidad y la competencia, su futuro político parece brillante, contando siempre con el respaldo de su esposa, Lady Chiltern, que lo considera el marido ideal. Sin embargo, las apariencias son engañosas y el orden social se basa únicamente en la mentira individual y colectiva. Ese brillante porvenir se complica con la aparición de la señora Cheveley, "una mujer con un pasado", cuya reputación no es intachable, que somete a chantaje a Sir Robert Chiltern: o bien la ayuda en otra operación deshonesta o bien revelará su secreto, provocando un escándalo que lo cubrirá de infamia.
Lady Chiltern no es consciente de este grave error en el pasado de su marido; él teme perder, además de su posición, el amor de su esposa, mujer de estrictos principios morales. De hecho, finalmente ella se entera, porque Robert no cede al chantaje y la señora Cheveley se apresura a contar a Lady Chiltern lo que sabe.
Desesperado y angustiado, Lord Chiltern decide recurrir al consejo de Lord Goring, un viejo y querido amigo. La intervención del amigo fiel, pondrá en evidencia los tejemanejes de la señora Cheveley y consigue la reconciliación del matrimonio.
Argumento detallado (traducción de Wikipedia en inglés)

La obra se inicia con una cena en la casa de Sir Robert Chiltern en la moderna plaza Grosvenor Square de Londres. Sir Robert, un prestigioso miembro de la Cámara de los Comunes, y su esposa, Lady Chiltern, están organizando una reunión que incluye a su amigo Lord Goring, un guapo soltero 'dandy' y muy amigo de los Chilterns, Mabel Chiltern (hermana de Sir Robert) y otros invitados distinguidos. Durante la fiesta, la Sra. Cheveley, enemiga de Lady Chiltern desde sus días de colegio, intenta chantajear a Sir Robert para que apoye un plan fraudulento para construir un canal en Argentina. Aparentemente, el difunto mentor y amante de la Sra. Cheveley, el barón Arnheim, indujo al joven sir Robert a venderle un secreto de estado, lo que le permitió a Arnheim comprar acciones de la Compañía del Canal de Suez tres días antes de que el gobierno británico anunciara la compra de la compañía. La recompensa de Arnheim fue la base de la fortuna de Sir Robert, y la Sra. Cheveley tiene la carta de Robert a Arnheim como prueba de su crimen. Temiendo la ruina de su carrera y de su matrimonio, Sir Robert se somete a sus demandas.

Cuando la Sra. Cheveley informa intencionadamente a Lady Chiltern sobre el cambio de opinión de Sir Robert con respecto al proyecto del canal, la moralmente inflexible Lady Chiltern, ignorante tanto del pasado de su esposo como del complot de chantaje, insiste en que Sir Robert incumpla su promesa de apoyo al plan de la Sra. Cheveley. Para Lady Chiltern, su matrimonio se basa en que ella tenga un "esposo ideal", es decir, un esposo modelo en la vida pública y privada a quien pueda adorar; por lo tanto, Sir Robert debe permanecer intachable en todas sus decisiones. Sir Robert cumple con los deseos de su dama y aparentemente sella su destino. También hacia el final del Acto I, Mabel y Lord Goring se encuentran con un broche de diamantes que Lord Goring le regaló a alguien hace muchos años. Goring toma el broche y le pide a Mabel que le informe si alguien viene a buscarlo.

En el segundo acto, que también tiene lugar en la casa de Sir Robert, Lord Goring insta a este a luchar contra la Sra. Cheveley y admitir su culpa ante su esposa. También revela que él y la Sra. Cheveley estuvieron comprometidos anteriormente. Después de terminar su conversación con Sir Robert, Goring entabla bromas coquetas con Mabel. Él también lleva a Lady Chiltern a un lado y suavemente la insta a ser menos inflexible moralmente y más indulgente. Una vez que Goring se va, la Sra. Cheveley aparece, inesperada, en busca de un broche que perdió la noche anterior. Indignada por el incumplimiento de Sir Robert de su promesa, ella finalmente denuncia a Sir Robert ante su esposa una vez que ambas están en la habitación. Incapaz de aceptar a un Sir Robert ahora desenmascarado, Lady Chiltern luego condena a su esposo y se niega a perdonarlo.

En el tercer acto, ambientado en la casa de Lord Goring, este recibe una carta en sobre de color rosa de Lady Chiltern pidiéndole ayuda, una carta que podría ser entendida como una nota de amor comprometedora. Justo cuando Goring recibe esta nota, su padre, Lord Caversham, llega y exige saber cuándo se casará su hijo. Continúa la obra con una visita de Sir Robert, que busca más consejos de Lord Goring. Mientras tanto la Sra. Cheveley llega inesperadamente y, reconocida erróneamente por el mayordomo como mujer de Lord Goring, es conducida al salón de la mansión. Mientras espera encuentra la carta de Lady Chiltern. Finalmente Sir Robert descubre a la Sra. Cheveley en el salón y, convencido de un entendimiento entre estos dos antiguos amantes, sale furioso de la casa.

Cuando Sra. Cheveley y Lord Goring se confrontan ella le  hace una propuesta. Afirmando que todavía ama a Lord Goring desde sus primeros días de noviazgo, ofrece cambiar la carta de Sir Robert por la mano de su viejo novio en matrimonio. Lord Goring rehúsa, acusándola de contaminar el amor al reducir el cortejo a una transacción vulgar y arruinar el matrimonio de los Chilterns. Luego él suelta su trampa. Retirando el broche de diamantes del cajón de su escritorio, lo ata a la muñeca de Cheveley con un candado oculto. Lord Goring luego revela cómo el objeto llegó a su posesión. Al parecer, la señora Cheveley se lo robó a su prima, Mary Berkshire, hace años. Para evitar el arresto, Cheveley debe cambiar la carta incriminatoria por su liberación de las esposas disimuladas en la joya. Sin embargo, después de que Lord Goring obtiene y quema el sobre, la Sra. Cheveley roba el escrito de Lady Chiltern de su escritorio. Vengativamente planea enviarlo a Sir Robert interpretándolo erróneamente como una carta de amor dirigida a Lord Goring. La señora Cheveley sale triunfante de la casa.

El acto final, de nuevo en Grosvenor Square, resuelve las muchas complicaciones de la trama esbozadas anteriormente con un final decididamente feliz. Lord Goring propone relaciones y es aceptado por Mabel. Lord Caversham informa a su hijo que Sir Robert ha denunciado el asunto del canal argentino ante la Cámara. Lady Chiltern aparece y Lord Goring le informa que el sobre ha sido destruido pero que la Sra. Cheveley ha robado su escrito y planea usarla para destruir su matrimonio. En ese momento, Sir Robert entra mientras lee la carta de Lady Chiltern, pero como la carta no tiene el nombre del destinatario, supone que estaba destinada a él, y la entiende como una carta de perdón. Los dos se reconcilian. Lady Chiltern inicialmente acepta apoyar la decisión de Sir Robert de renunciar a su carrera en política, pero Lord Goring la disuade de permitir que su esposo renuncie. Cuando Sir
Robert se niega a conceder a Lord Goring la mano de su hermana, pues sigue creyendo que está comprometido con la señora Cheveley, Lady Chiltern se ve obligada a explicar los acontecimientos de la noche anterior y la verdadera naturaleza de la carta. Así Sir Robert cede, y Lord Goring y Mabel pueden casarse.

## Representaciones en español
- Teatro del Príncipe Alfonso, de Madrid, el 17 de noviembre de 1917. Estreno en España.
  - Adaptación: Ricardo Baeza.
  - Intérpretes: Ana Adamuz, Francisco García Ortega.

- Teatro Infanta Beatriz, de Madrid, en 1925.
  - Intérpretes: Ernesto Vilches.

- Teatro Infanta Beatriz, de Madrid, en 1928.
  - Intérpretes: Irene López Heredia, Hortensia Gelabert, Ricardo Puga, Mariano Asquerino, Juan Espantaleón.

- Teatro Alcázar, de Madrid, en 1996.
  - Dirección: Alfonso Zurro.
  - Intérpretes: Ana Marzoa, Víctor Valverde, Jaime Blanch, María José Goyanes.

- Gira del 2019
  - Producción: Secuencia 3, Olympia Metropolitana, Saga Producciones y Vértigo Tours.
  - Estreno: 16 y 17 de febrero del 2019. Teatro Victoria Eugenia, de San Sebastián.

### Televisión
- Televisión española: Gran Teatro. 1962.
  - Intérpretes: Antonio Casal, Mabel Karr, Nelia Conjiu, Elisa Montés, Manuel Soriano.

- Televisión española: Estudio 1, 30 de agosto de 1967.
  - Intérpretes: Jesús Puente, Lola Herrera, Nuria Carresi, Amparo Martí, Francisco Pierrá y Francisco Valladares.

- Televisión española: Estudio 1, 22 de noviembre de 1982.
  - Intérpretes: Carlos Larrañaga, Marisa Paredes, Elisa Ramírez, Joaquín Kremel, Amelia de la Torre, Inma de Santis.